# 地獄の天使 (1930年の映画)

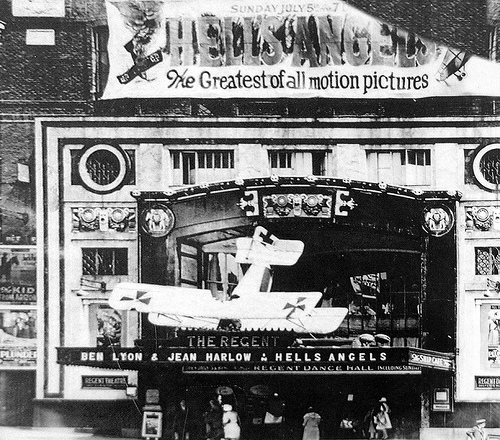
公開時の映画館。戦闘機の模型が展示されている

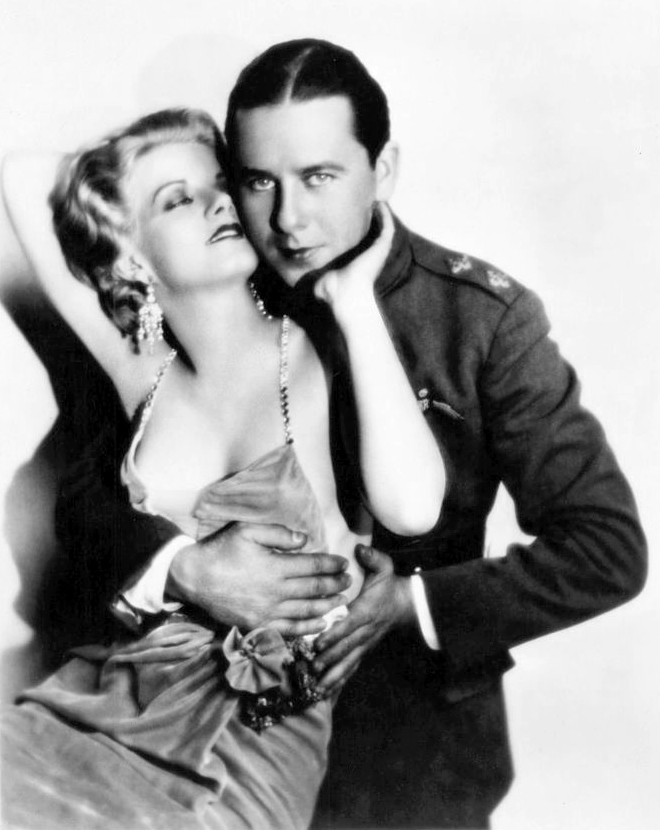
ベン・ライオンとジーン・ハーロウ

『地獄の天使』（じごくのてんし 原題: Hell’s Angels）は、1930年11月15日にアメリカ合衆国で公開された映画である。
1928年に製作された『暴力団』で第1回アカデミー賞作品賞候補にノミネートされた、大富豪のハワード・ヒューズが監督を務めた第一次世界大戦のパイロット達の葛藤を描いた作品である。

## あらすじ
オックスフォードの学友、ドイツ人留学生のカールと、ラトリッジ兄弟のロイとモンテの3人と戦争を描いた物語である。ロイは遊び慣れしたヘレンを貞潔な女性と思い込んでいるほどの硬い男で、モンテはドイツ旅行中人妻と不倫したために引き起こした決闘をロイに押しつけて逃げるほど節操の無い享楽主義者だった。第一次大戦が始まると、兄弟はともにイギリス陸軍航空隊に入った。一方、ドイツ空軍に招集されたカールは、ツェッペリン飛行船でロンドン爆撃を命ぜられるが、イギリスへの愛を断ち切れず爆弾を全部池の中に投下する。
（インターミッションはチャイコフスキーの交響曲第5番第2楽章）
兄弟は修理したドイツ軍の墜落機で敵軍になりすまし敵の弾薬庫を爆撃する作戦に志願し出撃するが、それは捕虜となってもスパイとみなされて銃殺される危険が伴う任務だった。爆撃は成功するが、2人は撃墜されて捕えられた。彼らは英軍の作戦行動の機密を漏らせば命を助けてやるという提案を受ける。モンテは死への恐怖から話す決心をするが、それを知ったロイはひとりドイツ軍司令官（実は以前モンテに妻を誘惑された夫）と掛け合い、自分が話すと弟に国を裏切ったことが知られるから彼の口を封じるために必要だと嘘をついた上で、拳銃を自分に渡すという条件で情報を話すと約束する。しかし、その拳銃で泣く泣くロイはモンテを撃ち、話す気などないと宣言し、銃殺場へと連れられて行く。

## キャスト
- ベン・ライオン：モンテ・ラトリッジ
- ジェームズ・ホール（英語版）；ロイ・ラトリッジ
- ジーン・ハーロウ：ヘレン

## 撮影
87機の第一次世界大戦当時のイギリスやフランス、ドイツやオランダの戦闘機や爆撃機を購入し実際に飛行させ撮影するなど、当時としては破格の製作費をかけた超大作で、この映画の撮影中の事故で3人のパイロットが死亡している。また、監督のハワード・ヒューズ自身も飛行し墜落、眼窩前頭皮質を損傷する。この怪我が撮影期間を長引かせた上に、後の奇行の原因になったといわれる。
さらに当初はサイレントで撮影していたが、撮影期間が長引いた間にトーキー作品『ジャズ・シンガー』が大ヒットしたために、湯水のように金を使ってようやく完成した映画をヒューズはトーキーとして全編撮り直すことに決めた。その為に、最終的に100万ドルを超える制作費と2年を超える製作期間がかかってしまった。公開当時は全米で大ヒットしたものの、結局その製作費を回収することは出来なかった。